# Brzeźno (Nowe Gorzycko)
Brzeźno – przysiółek wsi Nowe Gorzycko w Polsce, położony w województwie lubuskim, w powiecie międzyrzeckim, w gminie Pszczew.
W latach 1975–1998 przysiółek należał administracyjnie do województwa gorzowskiego.
Na zachód od Brzeźna znajduje się jezioro Brzeskie.